# 弗兰克·沙利文
弗兰克·沙利文（英語：Frank Sullivan，1898年7月26日—1989年1月8日），加拿大男子冰球运动员。他曾代表加拿大参加1928年冬季奥林匹克运动会冰球比赛，获得一枚金牌。

## 家庭
弟弟约瑟夫·艾伯特·沙利文。